# Aschiza
Aschiza su sekcija Brachycera. Dve velike porodice, Syrphidae i Phoridae, i niz manjih taksona su u ovoj grupi. Oni su slični većini poznatih Muscomorpha sa jednim značajnim izuzetkom; nemaju ptilinum, te im nedostaje istaknuti ptilinalni šav na licu kao kod drugih muskoidnih muva. Još uvek imaju puparijum sa kružnim izlaznim otvorom, ali on nije tako precizno elipsoidnog oblika kao što je tipično za druge muskoide. Termin je prvi upotrebio Eduard Beher.

## Spoljašnje veze
- Tree of Life. Cyclorrhapha